# كورت هانسل
كورت فيلهيلم سيباستيان هانسل (بالألمانية: Kurt Wilhelm Sebastian Hensel) هو عالم رياضيات ألماني.

## حياته ومساره المهني
درس هانسل الرياضيات في كل من برلين وبون تحت رعاية عالمي الرياضيات ليوبلد كرونكر وكارل ويرستراس.
كورت هانسل مشهور بفضل إبداعه للأعداد التقاربية بتردد p، حيث وصفهن لأول مرة في عمل له عام 1897. صارت هذه الأعداد مهمة جدا في نظرية الأعداد وغيرها خلال القرن العشرين.